# Polypodium fusconigrum
Polypodium fusconigrum là một loài dương xỉ trong họ Polypodiaceae. Loài này được Baker & Matthew mô tả khoa học đầu tiên năm 1911.
Danh pháp khoa học của loài này chưa được làm sáng tỏ. 